# Siège de Pondichéry (1778)
Pour les articles homonymes, voir Siège de Pondichéry.
Guerre Franco-Anglaise
Batailles
Le siège de Pondichéry est un épisode de la guerre d'indépendance des États-Unis entre la Grande-Bretagne et la France dans le sous-continent indien.

## Le siège
Une force britannique assiège le port de l'établissement français de Pondichéry en août 1778, qui capitule après dix semaines de siège. La Marine royale française, après une bref combat naval, avait abandonné les eaux de la côte de Coromandel pour se replier sur l'île-de-France. Laissé sans secours, Pondichéry avait dû se rendre malgré la défense énergique du régiment de Pondichéry commandé par le gouverneur de Bellecombe.
Comme en 1761, la ville est pillée par les Anglais. En mars 1781, ces derniers abandonnent la place qui est alors occupée par les troupes du nabab Haidar Alî. En 1782, la ville est rendue par ce dernier aux Français, mais elle n'est plus que ruines. L'escadre de Suffren ne s'y attarde pas et préfère débarquer ses troupes plus au sud. La ville n'est plus qu'un enjeu secondaire jusqu'à la fin des hostilités et sert essentiellement aux Français à faire de l'eau pour leurs vaisseaux.
Du côté français, 92 soldats français sont tués et 191 blessés, 51 cipayes sont tués et 94 sont blessés. Du côté des britanniques, les pertes sont de 77 morts et 193 blessés pour la British Army, 11 morts et 53 blessés pour la Royal Navy et 155 morts et 684 blessés pour les cipayes.

## Sources et bibliographie
- (en) Cet article est partiellement ou en totalité issu de l’article de Wikipédia en anglais intitulé « Siege of Pondicherry (1778) » (voir la liste des auteurs).
- Carnet de la sabretache : revue d'histoire militaire rétrospective, Paris, Berger-Levrault et cie., 1905 (lire en ligne)
- (en) Paul Barras, George Duruy; Charles Émile Roche, Memoirs of Barras, member of the directorate, Volume 1, Harper Brothers, 1895 (lire en ligne)
- (en) John Clark Marshman, The history of India, vol. 1, Harrison, 1867 (OCLC 41875959, lire en ligne)
- (en) The Military History of the Madras Engineers and Pioneers, W.H. Allen & co., 1881 (lire en ligne), p. 138
- (en) The Universal Magazine, vol. 64 (lire en ligne)Reproduction des lettres échangées entre les commandants français et anglais pendant le siège